# Isuzu D-Max

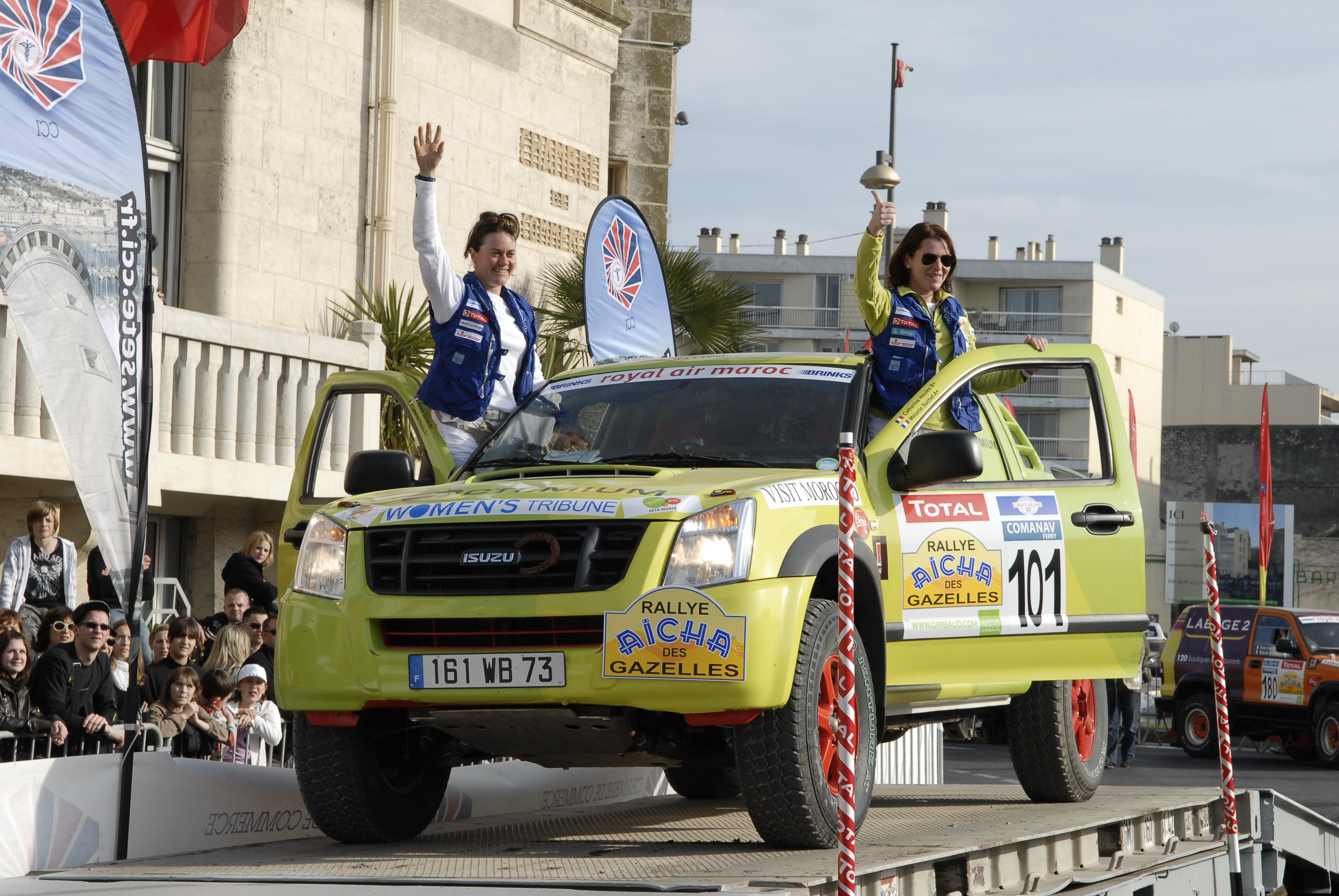
D-Max, Rallye-Version 2009

Der Isuzu D-Max ist ein seit Mitte 2002 angebotener Pick-up-Truck des japanischen Herstellers Isuzu und der Nachfolger des Isuzu Faster. In Europa ersetzte er je nach Markt den Vauxhall Brava oder den Opel Campo. In Chile wird er als Chevrolet D-Max und in Kolumbien als Chevrolet Dmax angeboten.
Hergestellt wird das Fahrzeug in Thailand von der Thai Rung Union Car. Dort hat das Fahrzeug einen Anteil von 35 % im Bereich der sogenannten 1-Tonnen-Pick-ups und ist zweitmeistverkaufter Pick-up nach dem Toyota Hilux.
Isuzu nahm mit jeder Generation des D-Max auch an Rallyes, mehrmals auch an der Rallye Dakar, teil. Beim Africa Eco Race 2019 wurde der D-Max mit einem Serienantrieb Klassensieger.

## Erste Generation (2002–2012)

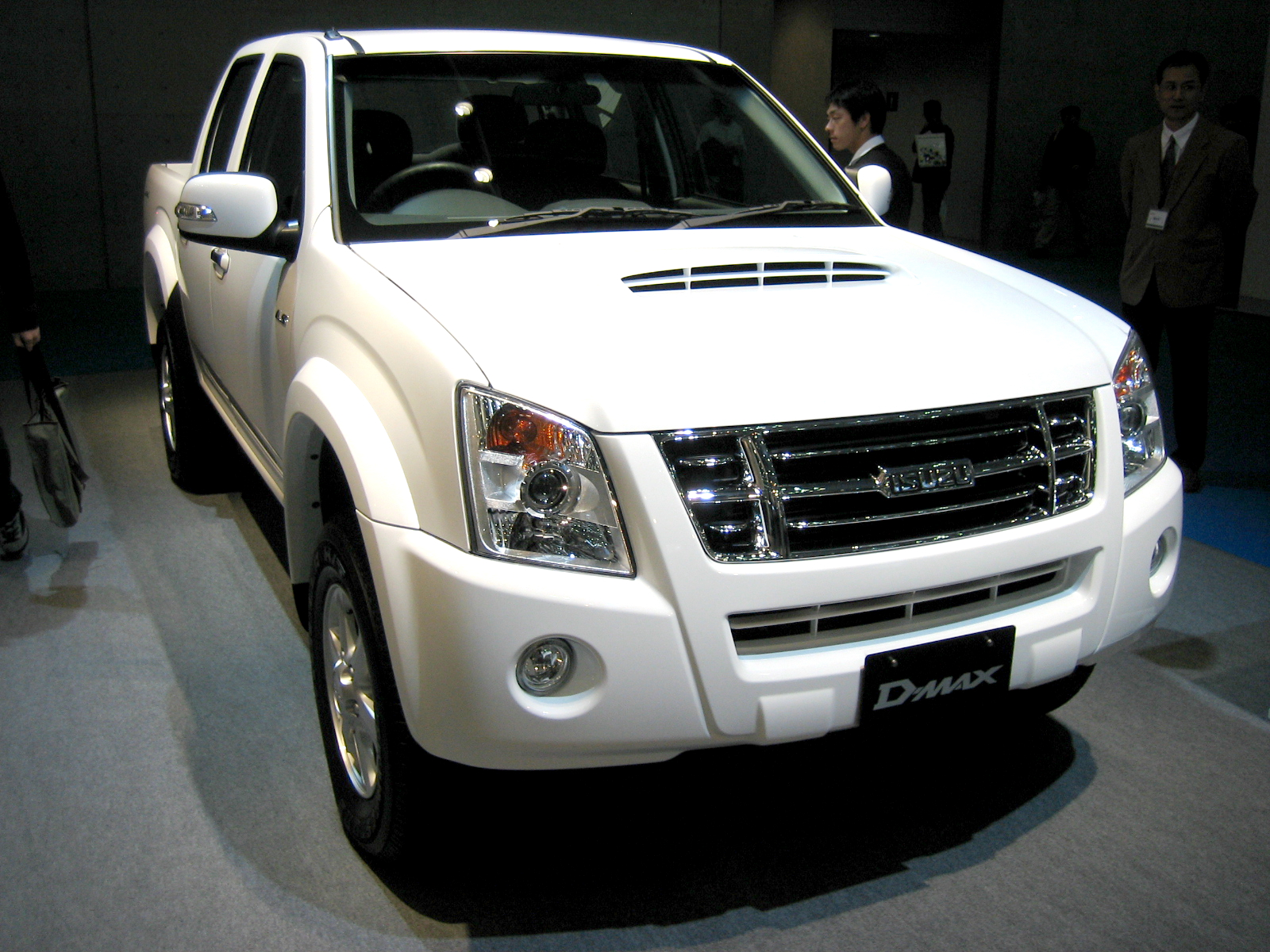
Isuzu D-Max (2006–2012)

Die erste Generation kam Mitte 2002 auf den Markt. Seit Herbst 2006 wurde der D-Max auch in Deutschland verkauft. Die geschlossene SUV-Version namens Isuzu MU-7 wurde bislang nur in Thailand vertrieben.
In der Volksrepublik China wurde das Modell als Gonow Fan angeboten, stammte aber aus japanischer Isuzu-Produktion. Für den ägyptischen Markt dagegen wurde er von der General Motors Egypt als Chevrolet Crew Cab und Chevrolet T-Serie gebaut, die als Nachfolger der eingestellten Chevrolet T-Serie fungierten.
Vom D-Max gab es drei Varianten: Single Cab, Space Cab und Double Cab. Zwei Motoren standen zur Auswahl: Ein 3,0-l-Diesel mit 96 kW und 279 Nm Drehmoment, ein 2,5-l-Diesel mit 100 kW (136 PS) und 280 Nm Drehmoment und ein 3,0-l-Diesel mit 120 kW (163 PS) und 360 Nm.
Es handelte sich beim D-Max um die fünfte Generation von Pick-ups des Herstellers Isuzu, seit 1971 der erste Pick-up vorgestellt wurde.

### Technische Daten
| Modell                          | 2.5                   | 3.0                                           |
| ------------------------------- | --------------------- | --------------------------------------------- |
| Zylinderzahl                    | 4                     | 4                                             |
| Hubraum (cm³)                   | 2499                  | 2999                                          |
| Max. Leistung (kW/PS)           | 100/136 bei 3600      | 120/163 bei 3600                              |
| Max. Drehmoment (Nm)            | 280 bei 1800          | 360 bei 1800 (333 bei AT)                     |
| Höchstgeschwindigkeit (km/h)    | 170                   | 175                                           |
| Getriebe (serienmäßig)          | 5-Gang-Schaltgetriebe | 5-Gang-Schaltgetriebe oder 4-Stufen-Automatik |
| Beschleunigung (0–100 km/h)     | 12,8 s                | 10,7 s                                        |
| Verbrauch kombiniert (l/100 km) | 7,4 [2WD]–8,1[4WD] D  | 8,4 [4WD] D                                   |
| Tankinhalt (l)                  | 67                    | 67                                            |

## Zweite Generation (2012–2019)
Im Juli 2012 führte Isuzu die zweite D-Max-Generation ein, dabei wuchs der Radstand nun auf 3095 mm und die Gesamtlänge auf 5295 mm. Der D-Max wird als Single-, Space- und Doublecab angeboten. Für den Antrieb sorgt ein 2,5-Liter-Vierzylinder-Bi-Turbo-Dieselmotor mit einer maximalen Leistung von 120 kW (163 PS). Das maximale Drehmoment von 400 Newtonmetern liegt bei 1400 bis 2000 Umdrehungen an. Als Getriebe stehen ein 6-Gang-Schalt- oder 5-Stufen-Automatikgetriebe zur Verfügung.
Im Mai 2017 kam eine überarbeitete Version des D-Max zu den Händlern. Der 2,5-Liter-Dieselmotor wurde durch einen gleich starken 1,9-Liter-Dieselmotor ersetzt, der ohne Harnstoff-Einspritzung die Euro 6-Abgasnorm erfüllt. Es steht ein 6-Gang-Schalt- oder 6-Stufen-Automatikgetriebe zur Verfügung. Im ADAC EcoTest „Die Saubermänner 2017“ landete der 1,9 Liter Isuzu D-Max mit 721 mg NOX pro Kilometer auf dem letzten Platz von 108 vom ADAC im Jahr 2017 getesteten Modellen.
Alle Allradmodelle ab 2012 haben eine Anhängelast von 3,5 Tonnen und eine Nutzlast von 1,2 Tonnen. Auf Basis der Doppelkabinenversion wurden 2015 D-Max als Papamobile angefertigt.

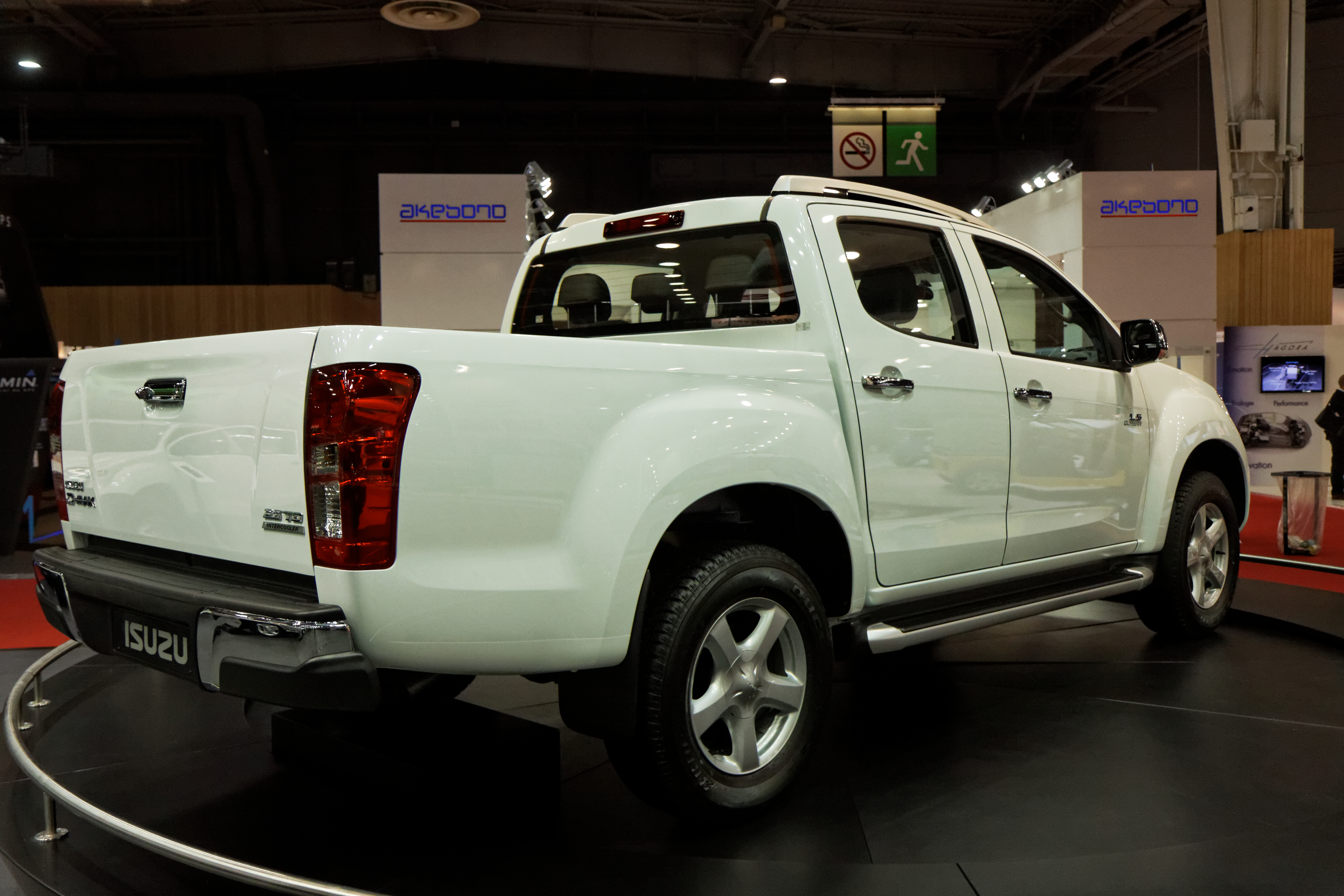
Heckansicht
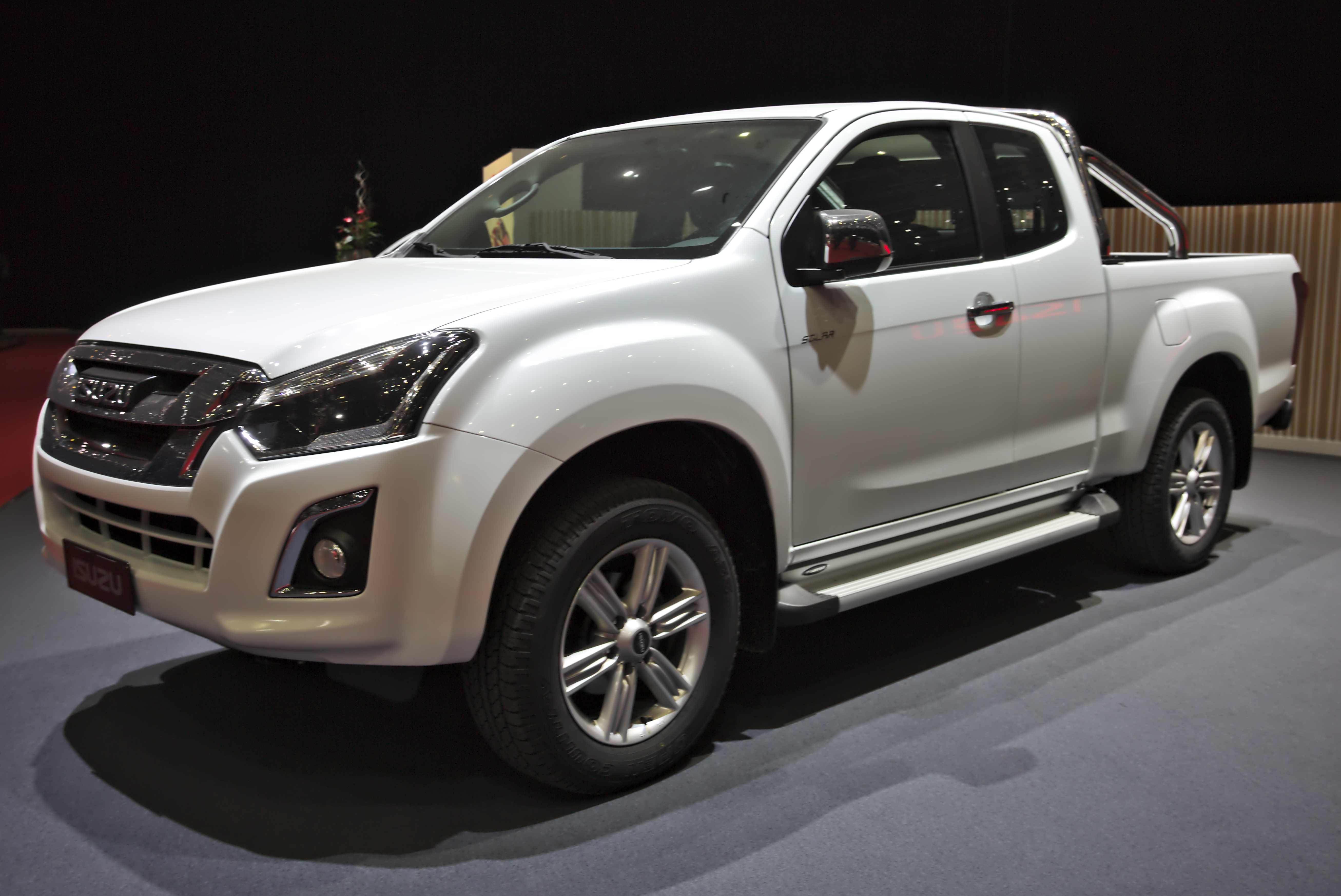
Isuzu D-Max (seit 2017)
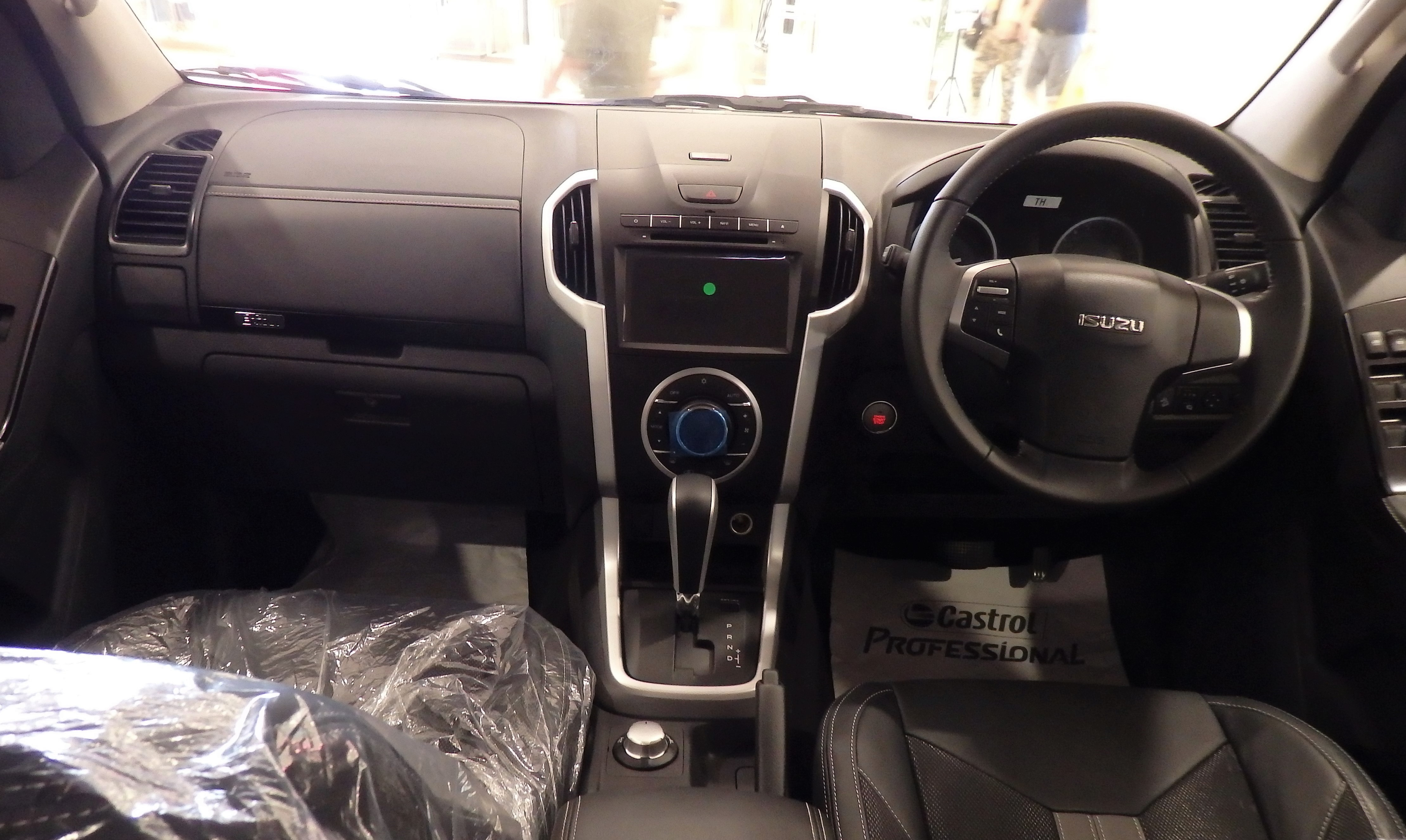
Innenraum Premium-Version

### Technische Daten
| Modell                          | 2.5                                           | 1.9                                           |
| ------------------------------- | --------------------------------------------- | --------------------------------------------- |
| Bauzeitraum                     | 07/2012–05/2017                               | seit 05/2017                                  |
| Zylinderzahl                    | 4                                             | 4                                             |
| Hubraum (cm³)                   | 2499                                          | 1898                                          |
| Max. Leistung (kW/PS)           | 120/163 bei 3600                              | 120/163 bei 3600                              |
| Max. Drehmoment (Nm)            | 400 bei 1400–2000                             | 360 bei 2000–2600                             |
| Höchstgeschwindigkeit (km/h)    | 180                                           | 180                                           |
| Getriebe (serienmäßig)          | 6-Gang-Schaltgetriebe oder 5-Stufen-Automatik | 6-Gang-Schaltgetriebe oder 6-Stufen-Automatik |
| Beschleunigung (0–100 km/h)     | 11,4 s                                        | 12,0 s                                        |
| Verbrauch kombiniert (l/100 km) | 7,3–8,4 D                                     | 6,2–7,8 D                                     |
| Tankinhalt (l)                  | 69                                            | 76                                            |

## Dritte Generation (seit 2019)

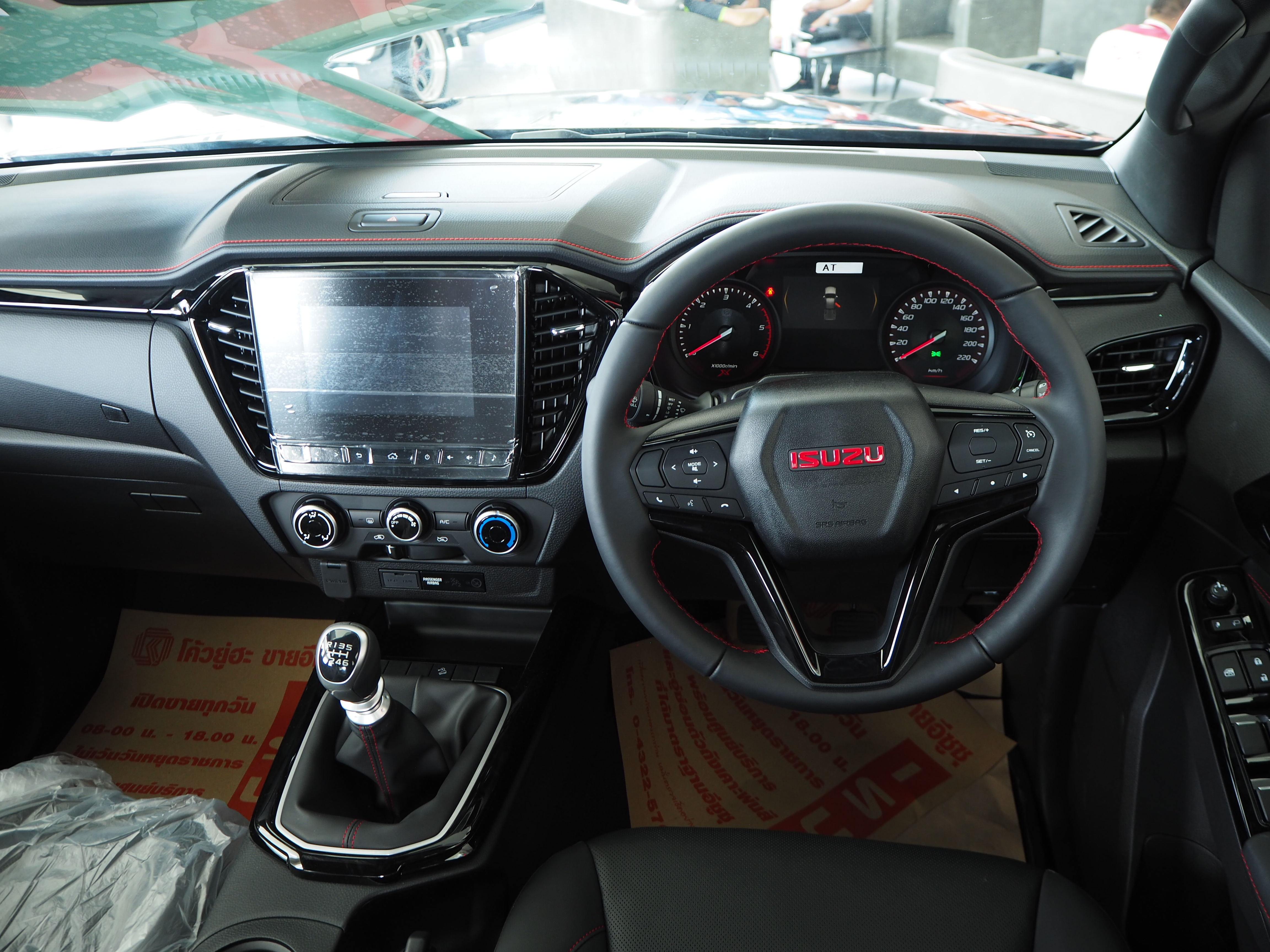
Innenraum

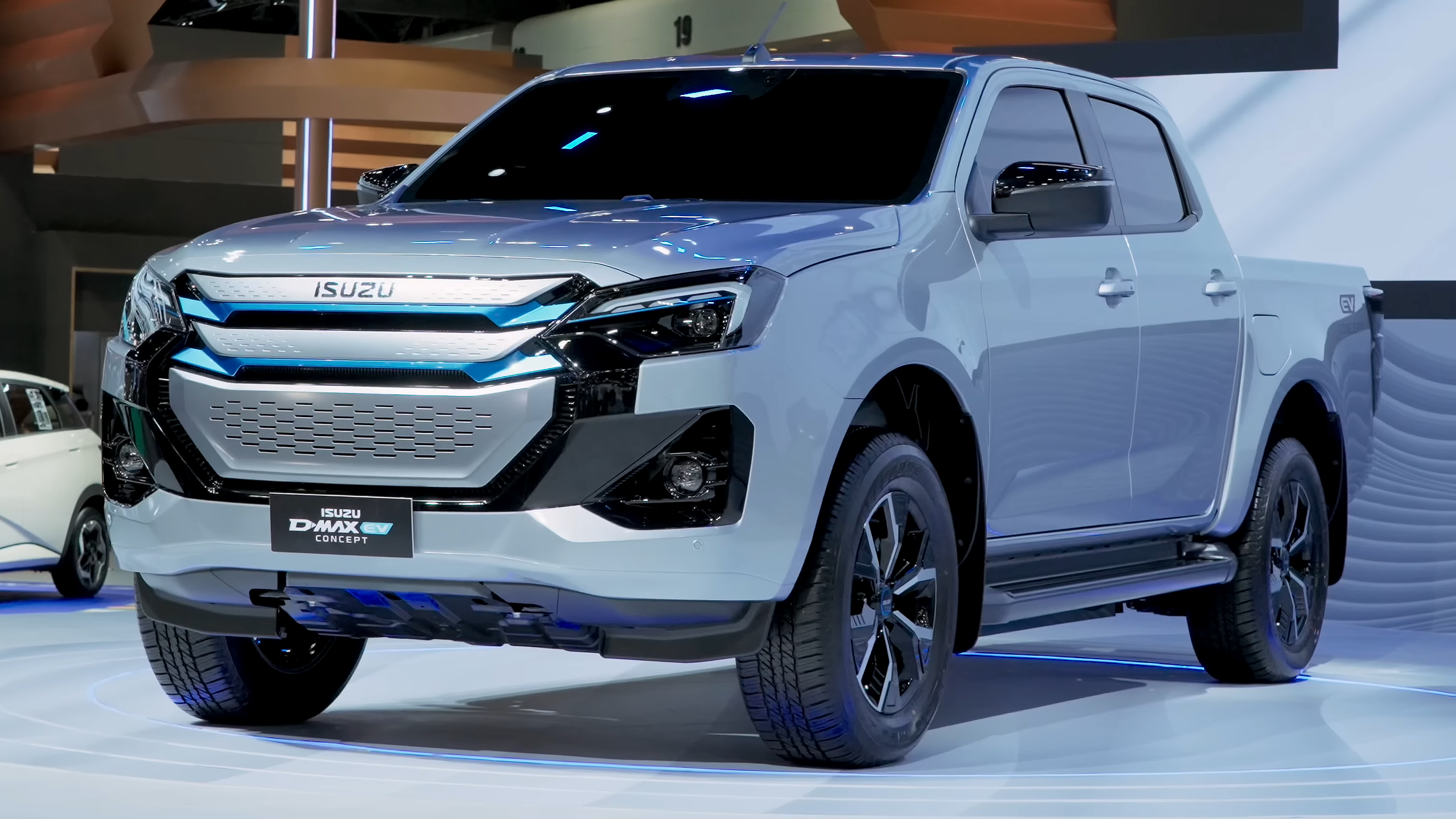
Isuzu D-Max EV Concept (2024)

Die dritte Generation der Baureihe wurde Anfang Oktober 2019 in Thailand vorgestellt. Noch im gleichen Monat am 19. Oktober 2019 kam sie dort in den Handel. Der Pickup wurde aerodynamisch, am Rahmen und an der Vorderachsaufhängung sowie der Elektronik samt dem Infotainment überarbeitet. Weiter wird auf einigen Märkten auch ein stärkerer 3-Liter-Motor (4JJ3-TCX) angeboten. Der europäische Markt folgte Ende 2020. Eine überarbeitete Version der Baureihe debütierte im April 2023. Ein vollelektrischer Prototyp auf Basis der dritten Generation wurde im März 2024 vorgestellt. Eine elektrische Serienversion wurde im April 2025 auf der Birmingham Commercial Vehicle Show präsentiert. Sie soll Anfang 2026 in den Handel kommen.
Es wird eine Version mit Vollausstattung als V-Cross angeboten. Der 120 kW (163 PS) starke 1,9-Liter-Dieselmotor (RZ4E) ist aus dem Vorgängermodell bekannt, erfüllt nun aber die Abgasnorm Euro 6d. Die elektrische Version hat zwei Elektromotoren mit einer Systemleistung von 140 kW (190 PS). Sie nutzt einen 66,9-kWh-Akkumulator als Energiespeicher.

### Technische Daten
| Typen                                                           | 1.9 4x2                                                                                                   | 1.9 4x4                                                                                                   | EV 4x4           |
| Bauzeitraum                                                     | seit 12/2020                                                                                              | seit 12/2020                                                                                              | ab 02/2026       |
| Motorkenndaten                                                  | | |                  |
| Motortyp                                                        | Vierzylinder-Dieselmotor in Reihenbauart, Common-Rail-Einspritzung, Turbolader, vier Ventile pro Zylinder | Vierzylinder-Dieselmotor in Reihenbauart, Common-Rail-Einspritzung, Turbolader, vier Ventile pro Zylinder | 2 Elektromotoren |
| Hubraum                                                         | 1898 cm³                                                                                                  | 1898 cm³                                                                                                  | —                |
| max. Leistung                                                   | 120 kW (163 PS) bei 3600/min                                                                              | 120 kW (163 PS) bei 3600/min                                                                              | 140 kW (190 PS)  |
| max. Drehmoment                                                 | 360 Nm bei 2000–2500/min                                                                                  | 360 Nm bei 2000–2500/min                                                                                  | 325 Nm           |
| Kraftübertragung                                                | | |                  |
| Antrieb, serienmäßig                                            | Hinterradantrieb                                                                                          | Allradantrieb                                                                                             | Allradantrieb    |
| Getriebe, serienmäßig                                           | 6-Gang-Schaltgetriebe                                                                                     | 6-Gang-Schaltgetriebe                                                                                     |                  |
| Getriebe, optional                                              | — | [6-Stufen-Automatikgetriebe]                                                                              | —                |
| Messwerte                                                       | | |                  |
| Höchstgeschwindigkeit                                           | 180 km/h                                                                                                  | 180 km/h [180 km/h]                                                                                       | 130 km/h         |
| Beschleunigung, 0–100 km/h                                      | k. A. | k. A. [12,6 s]                                                                                            | 10,1 s           |
| Leergewicht                                                     | 1870 kg                                                                                                   | 1970–2075 kg [2035–2105 kg]                                                                               | 2350 kg          |
| Kraftstoff-/ Energieverbrauch nach WLTP auf 100 km (kombiniert) | 8,1 l Diesel                                                                                              | 8,2–8,4 l Diesel [9,1–9,2 l Diesel]                                                                       |                  |
| CO2-Emission nach WLTP (kombiniert)                             | 212 g/km                                                                                                  | 216–220 g/km [238–241 g/km]                                                                               | —                |
| Tankinhalt                                                      | 76 l | 76 l | —                |
| Energieinhalt Akku                                              | — | — | 66,9 kWh         |
| Elektrische Reichweite nach WLTP (kombiniert)                   | — | — | 263 km           |
| Abgasnorm nach EU-Klassifikation:                               | Euro 6d-ISC                                                                                               | Euro 6d-ISC                                                                                               | —                |

- Werte in eckigen Klammern für Modelle mit Automatikgetriebe